# Босорока
Босорока (порт. Bossoroca)  —  муниципалитет в Бразилии, входит в штат Риу-Гранди-ду-Сул. Составная часть мезорегиона Северо-запад штата Риу-Гранди-ду-Сул. Входит в экономико-статистический  микрорегион Санту-Анжелу. Население составляет 7652 человека на 2007 год. Занимает площадь 1 596,219 км². Плотность населения — 4,8 чел./км².

## История
Город основан 12 октября 1965 года. 

## Статистика
- Валовой внутренний продукт на 2003 составляет 119.276.036,00 реалов (данные: Бразильский институт географии и статистики).
- Валовой внутренний продукт на душу населения на 2003 составляет 15.518,61 реалов (данные: Бразильский институт географии и статистики).
- Индекс развития человеческого потенциала на 2000 составляет 0,781 (данные: Программа развития ООН).

## География
Климат местности: субтропический гумидный.